# Ben Koken
Ben Koken (Grevenbicht, 9 augustus 1950) is een voormalig Nederlandse profwielrenner. 

## Wielercarrière
Zijn eerste succes boekt hij in 1970 als hij de slotetappe van de Olympia's Tour wint, een etappe van Wieringen naar Amsterdam over een afstand van 98 kilometer. 

### Nationaal kampioenschap
Hij werd in 1972 Nederlands kampioen bij de amateurs waarbij hij Hennie Kuiper en Jan Raas in de finale versloeg. In 1973 werd hij professional bij Canada Dry.
Op het Nederlands Kampioenschap van 1975 die in het  plaatsje Hoogerheide werd gereden, werd Koken zesde. 

### Tour de France 1975
In 1975 reed Koken de Tour de France. Zijn beste etappe was de eerste etappe van Brussel naar Molenbeek. Hierin werd Koken vijftigste.

## Resultaten in voornaamste wedstrijden
| Jaar | Ronde van Italië | Ronde van Frankrijk | Ronde van Spanje |
| ---- | ---------------- | ------------------- | ---------------- |
| 1973 |                  |                     |                  |
| 1975 |                  | opgave              | 34e              |
| 1978 |                  |                     |                  |

| Jaar | Milaan-San Remo | Ronde van Vlaanderen | Luik-Bast.‑Luik |
| ---- | --------------- | -------------------- | --------------- |
| 1973 |                 |                      | 23e             |
| 1975 | 86e             | 46e                  |                 |
| 1978 |                 |                      | 44e             |